# Vukšin Šipak
Vukšin Šipak is een plaats in de gemeente Jastrebarsko in de Kroatische provincie Zagreb. De plaats telt 387 inwoners (2001).